# Strange New Flesh
Strange New Flash è il primo album della band fusion Colosseum II. Ne esiste una expanded edition su CD datata 2005, con versioni estese di quasi tutti i pezzi, e un disco bonus contenente il demo dell'album successivo e la session registrata nel 1976 dalla BBC per il programma In Concert

## Tracce
1. Dark Side of the Moog – 3:49
2. Down to You – 6:36
3. Gemini and Leo – 3:49
4. Secret Places – 4:36
5. On Second Thoughts – 3:10
6. Winds – 4:52

## Formazione
- Mike Starrs, voce
- Gary Moore, chitarra
- Don Airey, tastiera
- Neil Murray, basso
- John Hiseman, batteria